# مونا آشفته
منا آشفته (انگلیسی: Mona Ashofteh، زاده ۱۳ دی ۱۳۷۹ در گرگان)معروف به مونا آشفته، بازیکن تیم ملی والیبال زنان ایران است. وی در سال ۱۳۹۷ به همراه مهسا صابری به لیگ یک ترکیه و باشگاه بالیکسیر دی اس آی ترکیه پیوست. او شهریورماه ۱۳۹۸ و پس از یک سال بازی در بالیکسیر، به تیم کاهرمان ماراش البیستان اسپور که به تازگی وارد لیگ ترکیه شده بود پیوست.
حاشیه
منا در تاریخ۲۰ مهر ۱۴۰۲ با انتشار فیلم بازی کردن در لیگ ترکیه بدون حجاب در شبکه‌های اجتماعی به نوعی اعتراض خود را به حجاب اجباری اعلام کرد.
وی در پست پشت‌خط زن بازی می‌کند. او در رقابت‌های انتخابی المپیک ۲۰۲۰ توکیو نیز حضور داشت.